# Brachymis cameruna
Brachymis cameruna är en skalbaggsart som beskrevs av Brenske 1903. Brachymis cameruna ingår i släktet Brachymis och familjen Melolonthidae. Inga underarter finns listade.